# 6th (Inniskilling) Dragoons

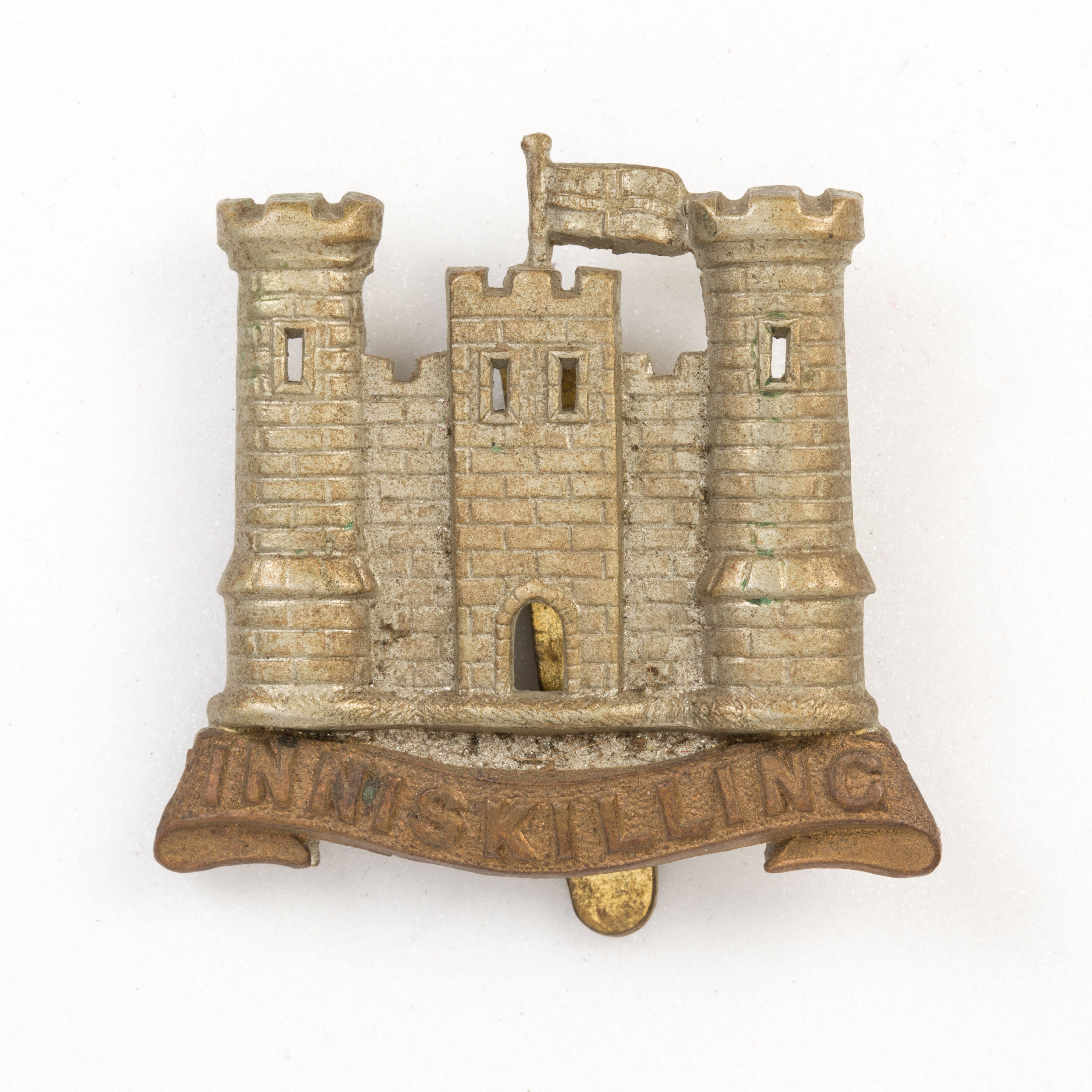
Mützenabzeichen der 6th (Inniskilling) Dragoons

Die 6th (Inniskilling) Dragoons waren ein Kavallerieregiment der britischen Armee, das von 1689 bis 1922 bestand.

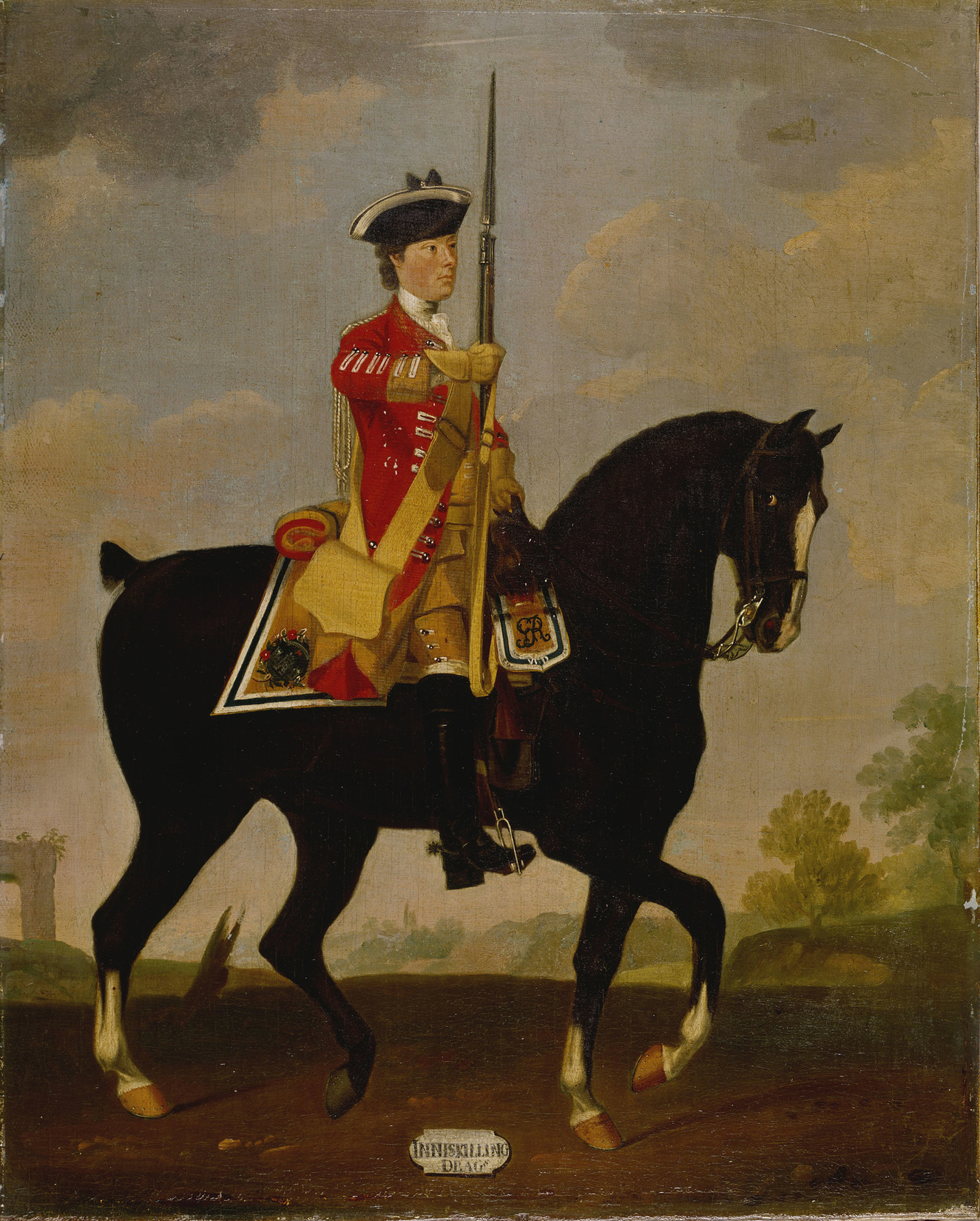
Private des 6th (Inniskilling) Regiment of Dragoons, 1751

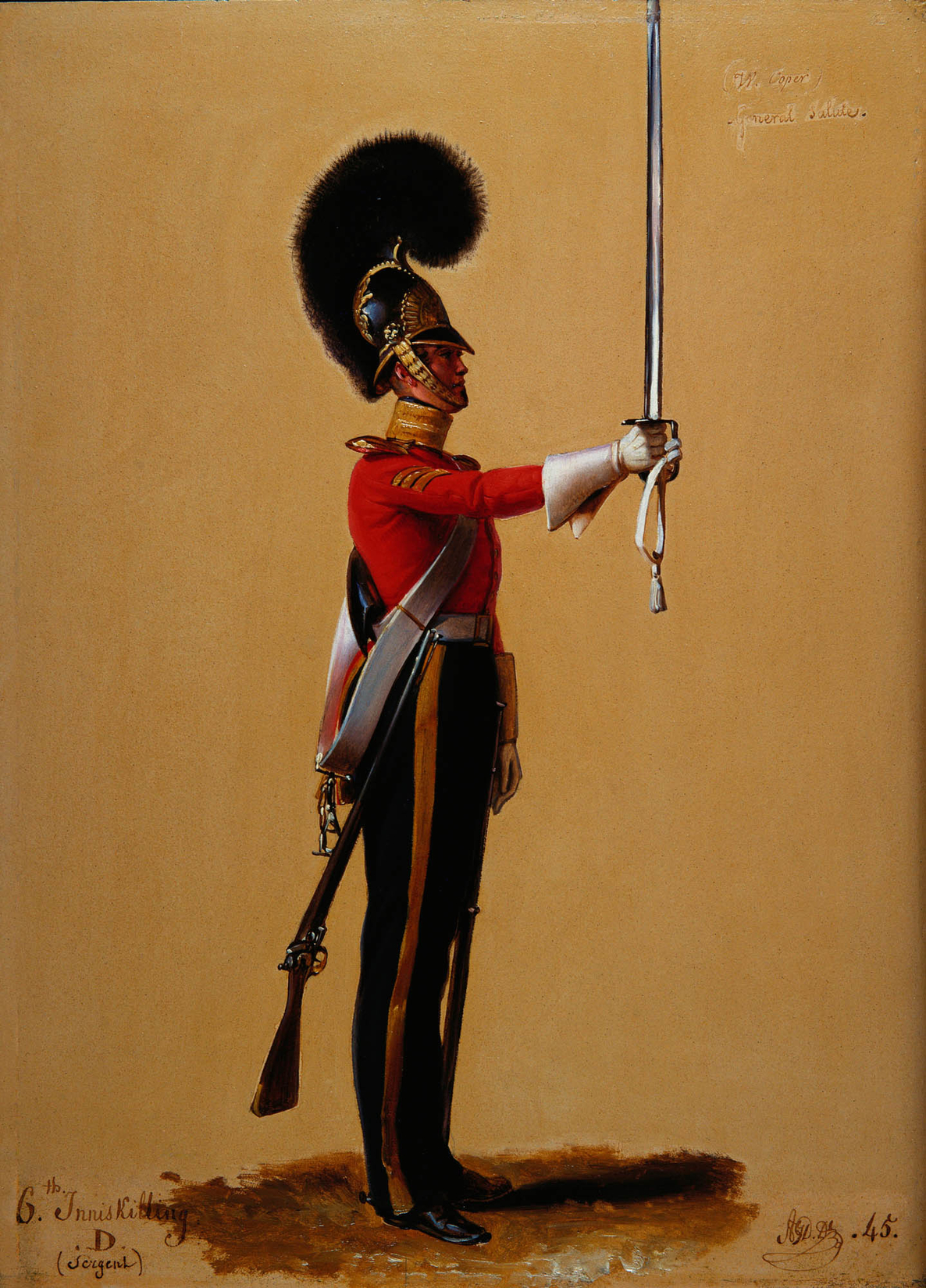
Private des 6th (Inniskilling) Regiment of Dragoons, 1832

## Geschichte
1688 landete Wilhelm von Oranien in Devon, um seinem Schwiegervater, König Jakob II. den Thron zu entreißen (Glorious Revolution). Protestanten in der irischen Stadt Enniskillen bildeten daraufhin mehrere Kavallerieregimenter, um Wilhelms Sache zu unterstützen. Diese wurden am 20. Juni 1689 zu einem einzigen Regiment zusammengefasst, nur drei Monate nachdem der frisch abgesetzte Jakob II. in Irland gelandet war, um seine hauptsächlich katholischen Anhänger zu sammeln.
Das Regiment wurde bis 1751 nach seinem jeweiligen Colonel benannt und hieß entsprechend zunächst Cunningham’s Regiment of Dragoons, ab 1691 Echlin’s Regiment of Dragoons, ab 1715 Earl of Stair’s Regiment of Dragoons, etc. Nach seinem protokollarischen Rang wurde das Regiment 1690 als 7th Regiment of Dragoons und 1691 als 6th Regiment of Dragoons nummeriert. Als am 1. Juli 1751 eine einheitliche Nummerierung der Regimenter der British Army eingeführt wurde, erhielt das Regiment den Namen 6th (Inniskilling) Regiment of Dragoons. Um 1861 wurde der amtliche Regimentsname zu 6th (Inniskilling) Dragoons verkürzt und am 1. Januar 1921 zu The Inniskillings (6th Dragoons) geändert.
Am 17. Oktober 1922 wurde das Regiment mit den 5th Dragoon Guards (Princess Charlotte of Wales’s) zu den 5th/6th Dragoons verschmolzen. Diese wurden später zu 5th Royal Inniskilling Dragoon Guards umbenannt und am 1. August 1992 mit den 4th/7th Royal Dragoon Guards zum Regiment der Royal Dragoon Guards verschmolzen. Die Royal Dragoon Guards führen die Tradition der 6th (Inniskilling) Dragoons bis heute weiter.

## Colonels
Colonel-in-Chief des Regiments war:
- 1887–1922: Prince Arthur, 1. Duke of Connaught and Strathearn

Colonel of the Regiment waren:
- 1689–1691: Colonel Sir Albert Cunningham
- 1691–1715: Lieutenant-General Robert Echlin
- 1715–1734: Field Marshal John Dalrymple, 2. Earl of Stair
- 1734–1743: General Charles Cadogan, 2. Baron Cadogan
- 1743–1745: Field Marshal John Dalrymple, 2. Earl of Stair
- 1745–1750: General John Leslie, 10. Earl of Rothes
- 1750–1775 General Hon. James Cholmondeley
- 1775–1778: Lieutenant-General Edward Harvey
- 1778–1797: General James Johnston
- 1797–1827: General George Herbert, 11. Earl of Pembroke
- 1827–1840: General Hon. Sir William Lumley
- 1840: Lieutenant-General Sir Joseph Straton
- 1840–1856: General George Pownall Adams
- 1856–1860: General Sir James Jackson
- 1860–1868: Lieutenant-General Thomas Marten
- 1868–1874: Lieutenant-General Lewis Duncan Williams
- 1874–1886: General Sir Henry Dalrymple White
- 1886–1904: General Sir Charles Cameron Shute
- 1904–1912: Lieutenant-General Edward Arthur Gore
- 1912–1922: Major-General Sir Michael Frederic Rimington

## Battle Honours
Dem Regiment wurden folgende Battle Honours verliehen (englische Originalbezeichnungen):
- Dettingen
- Warburg
- Willems
- Waterloo
- Balaklava
- Sevastopol
- South Africa 1899–1902
- Somme 1916
- Somme 1918
- Morval
- Cambrai 1917
- Cambrai 1918
- St. Quentin
- Avre
- Lys
- Hazebrouck
- Amiens
- Hindenburg Line
- St. Quentin Canal
- Beaurevoir
- Pursuit to Mons
- France and Flanders 1914–18